# Garenton von Sahyun
Garenton von Sahyun († um 1155) war Herr von Sahyun (Qalʿat Salah ed-Din) im Fürstentum Antiochia.

## Leben
Er war der Bruder von Wilhelm von Sahyun und erbte von ihm 1132 Burg und Herrschaft Sahyun.
Er hatte vermutlich drei Söhne:
- Roger († September 1195?), 1170 Herr von Sahyun genannt ⚭ Helvis (Avicia) († nach 1170), hatte zwei Söhne, Matthieu († vor 1193) und Pascal († nach 1209)
- Garenton († nach 1194), 1175 Herr von Sahyun genannt
- Joscelin († nach 1194)